# Ghita Nørby
Ghita Nørby, (Copenhague, 11 de enero de 1935) es una actriz danesa, muy conocida también en el cine sueco. Es una de las actrices danesas más activas y famosas de la segunda mitad del siglo XX y principios del XXI.

## Biografía
Ghita Nørby nació en 1935 en Copenhague, hija del cantante de ópera, Einar Nørby y la pianista Guldborg Laursen. A la edad de 19 años ingresó en el Teatro Real de Copenhague (Det Kongelige Teater) y estudió allí durante dos años.
Comenzó a actuar como actriz a partir de 1954, en el Teatro Real de Copenhague, luego trabajó en el cine y en series de televisión. En un principio hace papeles de joven ingenua. Más tarde sus papeles evolucionan.  En 1960, fue Jo en En duft af Honning [A Taste of Honey] de Shelagh Delaney. En 1962, fue Ondine en la obra epónima de Jean Giraudoux. En 1965, era la vieja de Las sillas, de Eugène Ionesco. En 1973 interpretó el papel de Célimène en El misántropo de Molière, obra dirigida por Ingmar Bergman en el Teatro Real de Copenhague.
En 2002, el director alemán Wilfried Hauke realizó el documental Schwestern im Leben / Livets Söstre, sobre tres actrices escandinavas de la misma generación, la sueca Bibi Andersson, la noruega Liv Ullmann y la propia Ghita Nørby, evocando juntas momentos-claves a su viaje.
En 2008 destacó por su trabajo en la película Det som ingen ved (Lo que sabe nadie) una coproducción de Dinamarca y Suecia.
En 2014 participó en "Jauja" del cineasta argentino Lisandro Alonso con un reparto internacional protagonizado por Viggo Mortensen.

## Vida personal
Ghita conoció a su marido, el italiano Darío Campeotto, en el rodaje de una película que estaban rodando en 1962. Se casaron en 1963, y tuvieron un hijo, el actor Giacomo Campeotto, en 1964. La pareja se divorció en 1969. Más tarde se casó con el actor Jørgen Reenberg en abril de 1970. Actualmente está casada con el pianista / compositor, Svend Skipper.

## Interpretaciones (selección)

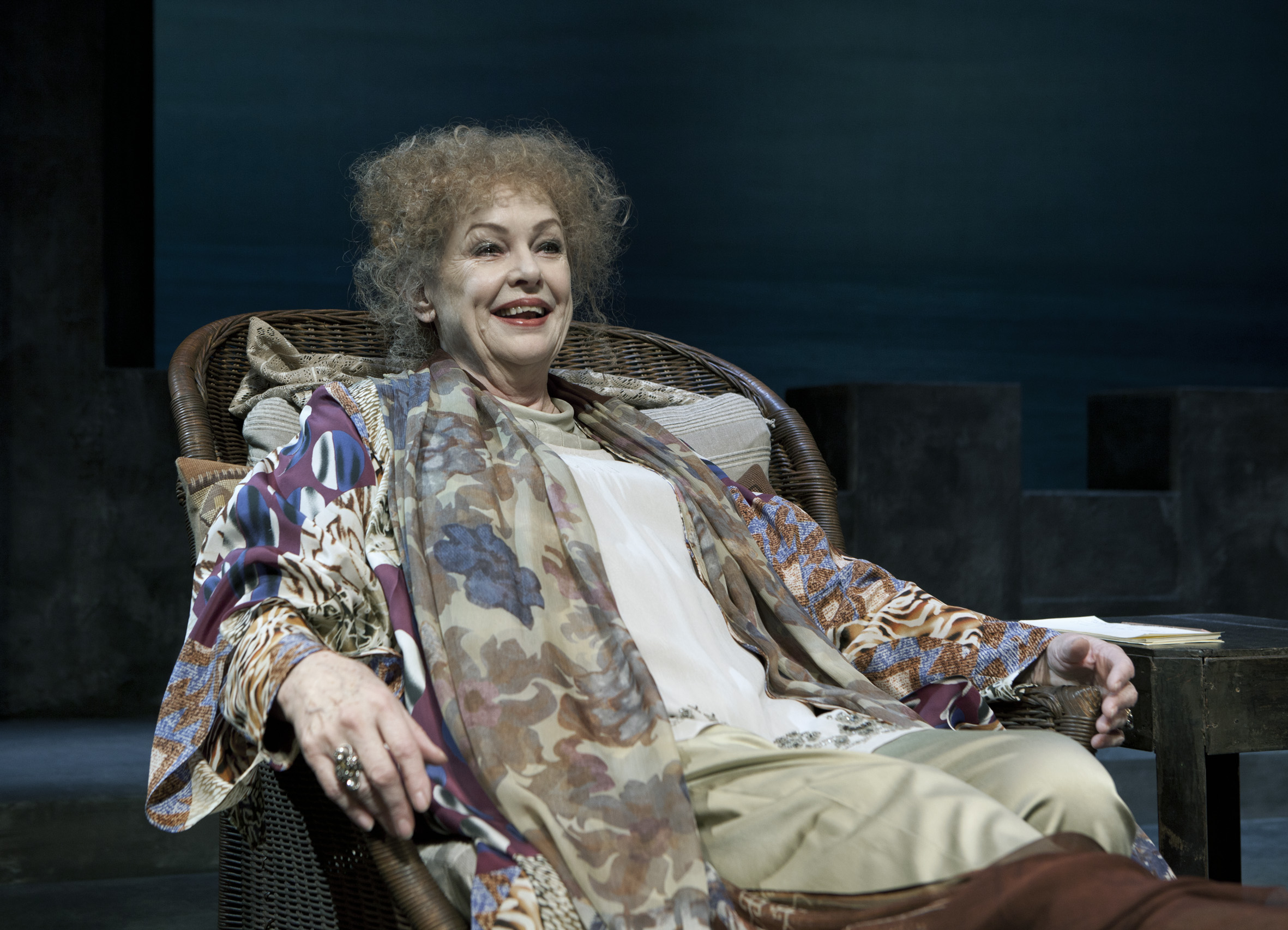
Ghita Nørby interpretando en 2013 el papel de Sarah Bernhardt en una obra de teatro, Sarah, dedicada a esta actriz

### Teatro
- 1960 : En duft af honning [Un goût de miel], de Shelagh Delaney, Jo.
- 1962 : Ondine , de Jean Giraudoux, Ondine.
- 1965 : Les Chaises , de Eugène Ionesco, la Vieille.
- 1969 : Cabaret , de Joe Masteroff, Sally Bowles.
- 1973 : Le Misanthrope de Molière, Célimène.
- 1973 : La Tempête de William Shakespeare, Ariel.
- 1973 : Qui a peur de Virginia Woolf ? de Edward Albee, Martha.
- 1981 : Oh les beaux jours de Samuel Beckett, Winnie.
- 1986 : Marie Stuart de Friedrich von Schiller, Élisabeth Ire.
- 1988 : La Maison de Bernarda Alba de Federico García Lorca, Bernarda.
- 1988 : Les Revenants d'Henrik Ibsen, Alvig.

### Cine
- 1956: Ung leg
- 1960: Frihedens pris
- 1960: Baronesse (Baronessen fra benzintanken)
- 1961: Min kone fra Paris
- 1962: Feine Leute, so wie wir (Den kære familie)
- 1962: Han, hun, Dirch og Dario
- 1962: Das tosende Paradies (Det tossede Paradis)
- 1963: Das tosende Himmelbett (Pigen og pressefotografen)
- 1963: Immer, wenn sie baden ging (Hvis lille pige er du?)
- 1964: Blindgänger vom Dienst (Majorens oppasser)
- 1965: Siebzehn – Vier Mädchen machen einen Mann (Sytten)
- 1965: Die Flottenpflaume (Flådens friske fyre)
- 1966: Ich suche einen Mann
- 1967: Die Ferien meiner Frau (Min kones ferie)
- 1967: Vergiß nicht, deine Frau zu küssen (Elsk din næste)
- 1969: Die Olsenbande in der Klemme (Olsen-banden på spanden)
- 1970: Amour
- 1971: Ballade på Christianshavn
- 1976: Den korte sommer
- 1978–1982: Matador – Fernsehserie
- 1979: Rend mig i traditionerne
- 1984: Ude på noget (Fernsehserie)
- 1986: Die Augen des Wolfes (Oviri)
- 1987: Babettes Fest (Babettes gæstebud, als Erzählerstimme)
- 1988: Katinka (Katinka)
- 1989: Tanzen mit Regitze (Dansen med Regitze)
- 1989: Walter og Carlo i Amerika
- 1989: Århus by Night
- 1991: Freud flyttar hemifrån
- 1991: Den goda viljan (Fernsehmehrteiler)
- 1992: Die besten Absichten (Den goda viljan)
- 1992: Sofie
- 1993: Det bli'r i familien
- 1994: Hospital der Geister I (Riget I) – Fernseh-Mehrteiler
- 1996: Hamsun
- 1997: Hospital der Geister II (Riget II) – Fernseh-Mehrteiler
- 1997: Bryggeren – Fernsehserie
- 2002–2004: Unit One – Die Spezialisten (Rejseholdet) – Fernsehserie
- 2003: Das Erbe (Arven)
- 2004–2006: Der Adler – Die Spur des Verbrechens (Ørnen: En krimi-odyssé) – Fernsehserie
- 2005: Fyra veckor i juni
- 2007: O’ Horten
- 2008: Was niemand weiß (Det som ingen ved)
- 2008: Die ewigen Momente der Maria Larsson (Maria Larssons eviga ögonblick)
- 2009: Die wilden Schwäne (De vilde svaner)
- 2009: Julefrokosten
- 2011: Mennesker i solen
- 2012–2012: Der Halbbruder (Halvbroren) – Fernsehserie
- 2014: Jauja
- 2014: Silent Heart – Mein Leben gehört mir (Stille hjerte)
- 2015: Nøgle hus spejl
- seit 2019: Weihnachten zu Hause (Hjem til jul) – Fernsehserie
- 2023: En la Toscana (Toscana)

### Televisión
- 1974 : Le Misanthrope (película para televisión)
- 1978 - 1981 : Matador (serie de televisión)
- De 1994 - de 1997 : El Hospital y sus fantasmas

## Premios y reconocimientos
- Premios Guldbagge:
  - 1992: nominación al premio Guldbagge a la mejor actriz por su papel en Freud flyttar hemifrån. . .
  - 1997: Premio Guldbagge a la mejor actriz por su papel en Hamsun (1996)
  - 2006: Guldbaggede Mejor actriz de reparto (2005)
- 1993: Robert a la mejor actriz de reparto por Sofie
- 1994: Mejor actriz en el Festival Internacional de Cine de Gijón por Asuntos de familia[5]
- 2004: Robert a la mejor actriz de reparto por The Inheritance
- Oro FIPA por su actuación en la serie de televisión noruega.
- Medalla Ingenio y Arti en 2006.
- 2015: Premio honorífico del Festival de Cine de Noruega[6]